# Речка Мишиха
Ре́чка Ми́шиха — посёлок в Кабанском районе Бурятии. Входит в сельское поселение «Танхойское».

## География
Посёлок расположен на левом берегу реки Мишихи, при впадении её в озеро Байкал, в 33 км к северо-востоку от центра сельского поселения — посёлка Танхой. По южному краю посёлка проходит Транссибирская магистраль, на которой находится остановочный пункт Речка Мишиха Восточно-Сибирской железной дороги (5452 км). Южнее железнодорожного полотна проходит федеральная автомагистраль Р258 «Байкал».

## Население
| 2002 | 2010 |
| ---- | ---- |
| 27   | ↘18  |